# 堀田昌郎
堀田 昌郎（ほった まさお、1928年2月9日 - 2011年4月21日）は、日本の実業家。中部日本放送社長を務めた。三重県尾鷲市出身。

## 経歴・人物
1953年に北海道大学農学部を卒業し、1956年に中部日本放送に入社した。
ラジオ局長、取締役、常務、専務、副社長を経て、1993年6月に社長に就任した。1997年6月から2003年6月までに会長を務め、2003年6月から相談役に就任した。
2003年4月に勲三等旭日中綬章を受章した。
2011年4月21日呼吸不全のために死去。83歳没。